# Општина Гроши (Марамуреш)
Гроши (рум. Groşi) општина је у Румунији у округу Марамуреш.
Oпштина се налази на надморској висини од 276 m.